# پایگاه هوایی پیج
 پایگاه هوایی پیج (به انگلیسی: Page Field) یک فرودگاه همگانی بهره‌برداری هوایی با کد یاتا FMY است که یک باند فرود آسفالت دارد و طول باند آن ۱۹۵۳ متر است. این فرودگاه در کشور ایالات متحده آمریکا قرار دارد و در ارتفاع ۵ متری از سطح دریا واقع شده است.